# Trinucleoidea
Super-famille
Les Trinucleoidea constituent une super-famille de trilobites de l'ordre des Asaphida. Les espèces sont trouvées dans des terrains datant du Cambrien supérieur au Silurien supérieur.

## Liste des familles
Alsataspididae - Dionididae - Lisaniidae - Raphiophoridae - Trinucleidae